# Marktkerk (Wiesbaden)
De neogotische Marktkerk (Duits: Marktkirche) is de voornaamste protestantse kerk in Wiesbaden, de hoofdstad van de Duitse deelstaat Hessen. De kerk werd in de jaren 1853-1862 door de architect Carl Boos gebouwd als het destijds grootste gebouw van baksteen in het Hertogdom Nassau.

## Geschiedenis

### Voorgeschiedenis en bouwtijd
Op 27 juni 1850 werd de middeleeuwse Mauritiuskerk, de belangrijkste kerk van de protestanten in Wiesbaden, volledig door een brand verwoest. Nadat bleek dat zelfs de nog staande muren niet meer konden worden gebruikt voor herbouw, besloot men tot gehele nieuwbouw. Op 27 januari 1851 kreeg de bouwmeester Carl Boos de opdracht een geschikte bouwplaats te zoeken. Hij kwam met drie voorstellen: de plaats van de oude Mauritiuskerk, een plek tussen de wijngaarden op een berghelling en de (ten slotte gekozen) plek aan het Slotplein (Duits: Schlossplatz).
De vijf geestelijken in de kerkenraad hadden een voorkeur voor een nieuwbouw op een van de hellingen van een wijnberg, zodat de kerk van verre zichtbaar was. Ze werden echter door de zes leken in de raad overstemd die kozen voor een centrale plaats aan het Slotplein. De hertog van Nassau stelde daarop voor de nieuwbouw een stuk grond ter beschikking. Carl Boos, die reeds zijn sporen had verdiend met de bouw van een aantal overheidsgebouwen te Wiesbaden, kreeg nog in hetzelfde jaar de opdracht om de kerk te bouwen. Zijn ongewone ontwerp met vijf torens, het gebruik van baksteen (dat voor de regio ongebruikelijk was) en de te hoge torens oogstte veel kritiek. Maar de architect liet zich niet van de wijs brengen, hij hield vast aan zijn ontwerp en verhoogde de torens zelf nog. De eerste steen werd op 22 september 1853 gelegd en de inwijding van de kerk volgde op 13 november 1862.

### Bijzondere gebeurtenissen
Tussen 1890 en 1898 speelde de componist, pianist en organist Max Reger tijdens zijn verblijf in Wiesbaden op het orgel in de Marktkerk.
Van 1929 tot 1934 diende de latere bisschop van de protestantse kerk in Hessen, Ernst Ludwig Dietrich, als predikant van de Marktkerk. Hij werd opgevolgd door Willy Borngässer, die wegens zijn politieke standpunten herhaaldelijk werd opgepakt door de nationaalsocialisten en de laatste twee jaren van de oorlog in een tuchthuis verbleef. Martin Niemöller, verzetstheoloog en oprichter van de voorloper van de Bekennende Kirche, hield er in 1937 zijn laatste preek voordat hij werd gearresteerd.

## Architectuur

### Exterieur
Het voorbeeld van de drieschepige basiliek zonder transept in neogotische stijl met classicistische ornamenten was de Berlijnse Friedrichswerdersche Kirche van Karl Friedrich Schinkel. Met een westelijke toren van 98 meter hoogte is de kerk ook tegenwoordig nog het hoogste gebouw in Wiesbaden. De twee westelijke zijtorens hebben een hoogte van elk 58 meter, de beide koortorens reiken tot 73 meter hoog.

### Interieur
Het interieur heeft een lengte van 50 meter, een breedte van 20 meter en een hoogte van 28 meter. Het interieur wordt door galerijen omgeven. De overspanning van het middenschip is als een sterrenhemel beschilderd. Bijzonder is het altaar met een groot beeld van Christus met aan beide zijden de evangelisten.

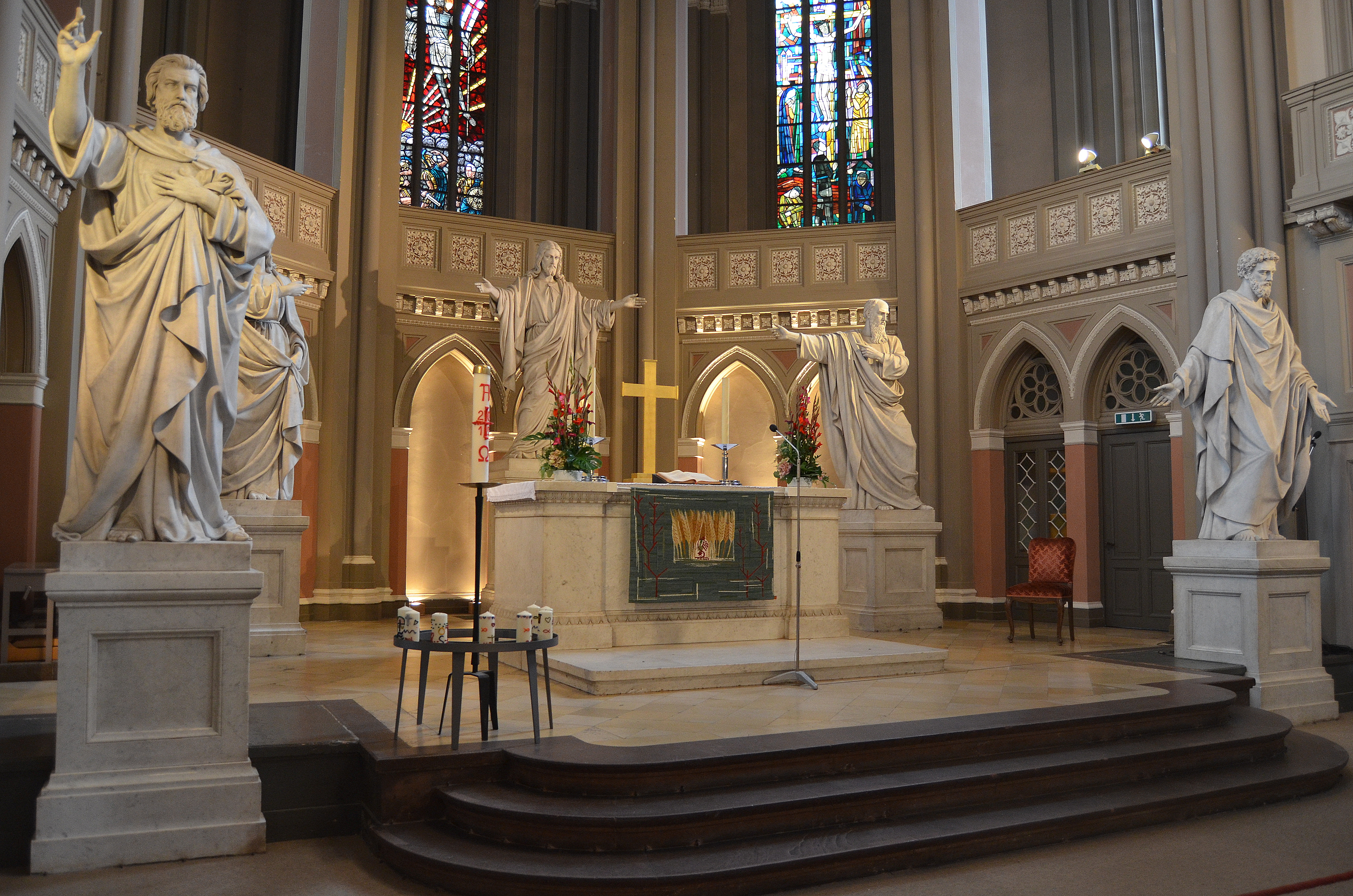
Altaar
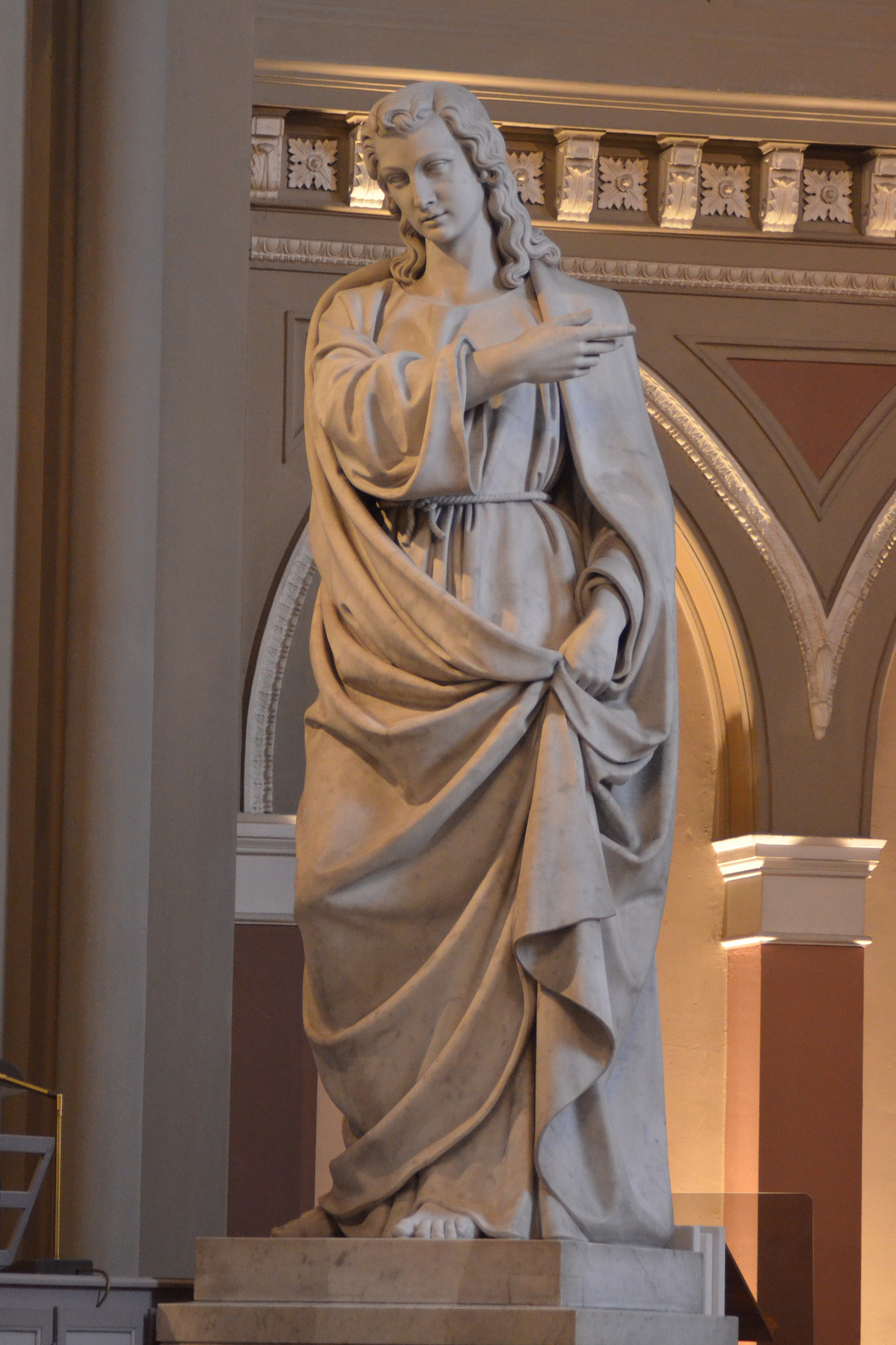
Altaarbeeld van Johannes
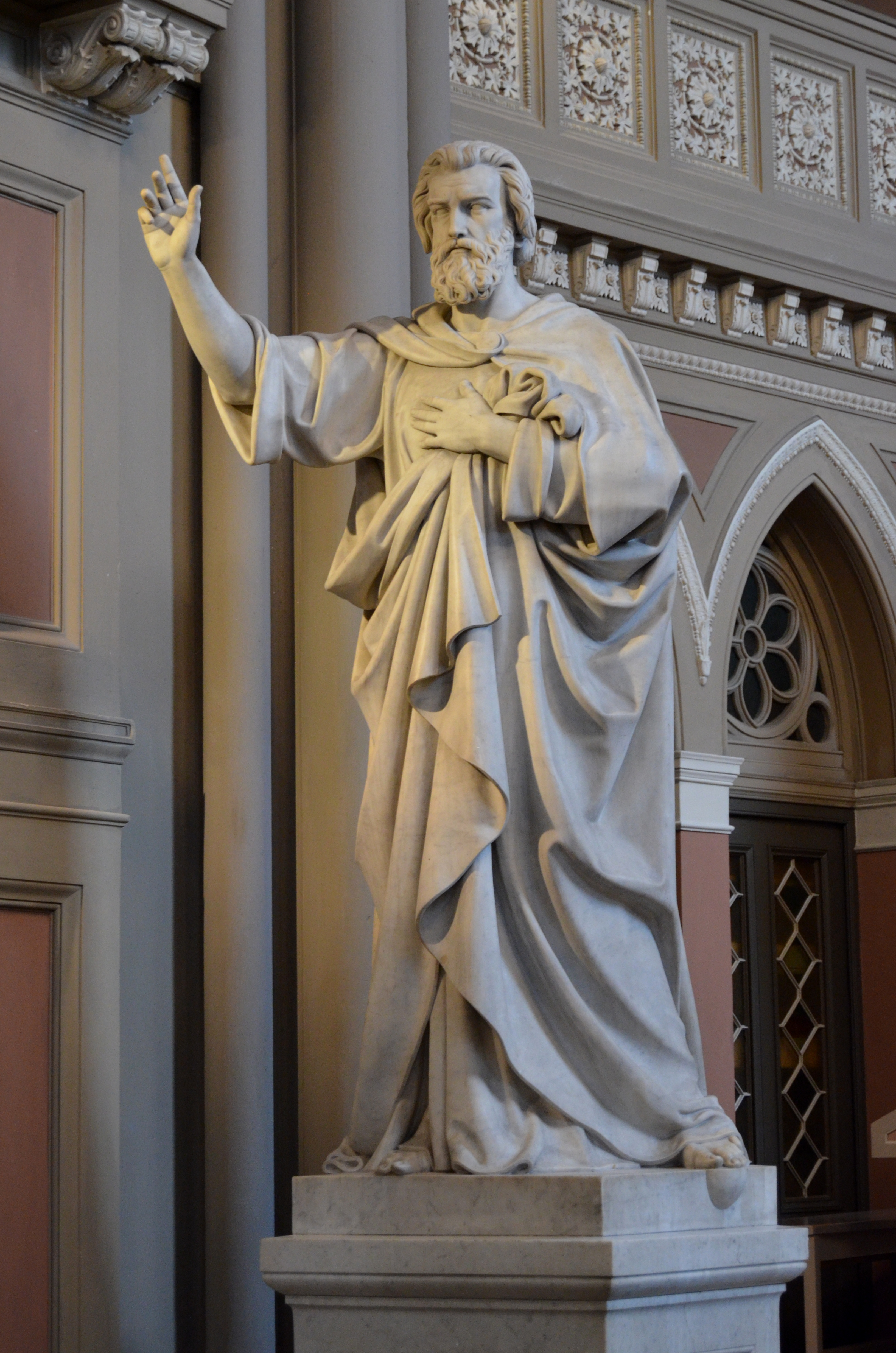
Altaarbeeld van Marcus
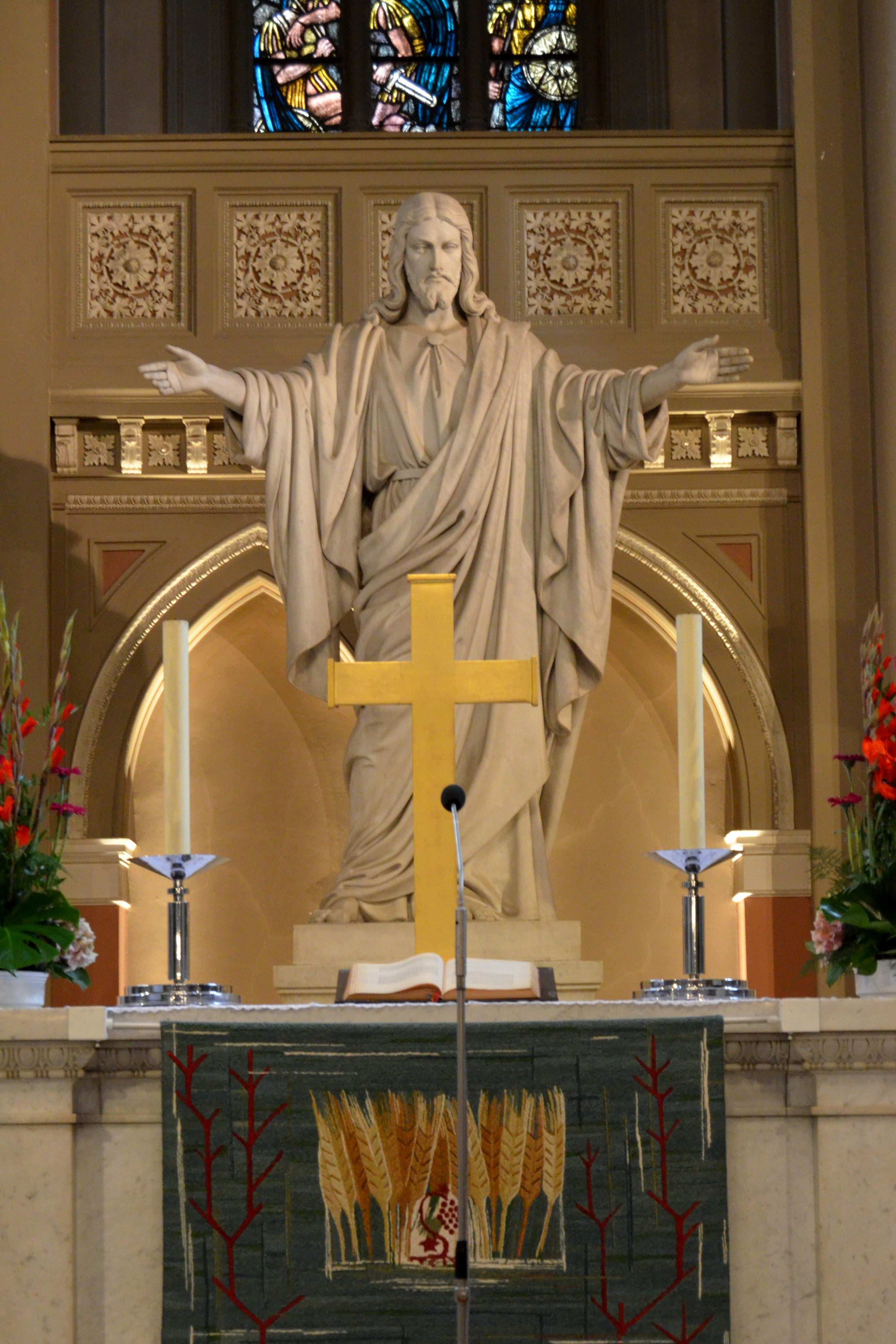
Altaarbeeld van Christus
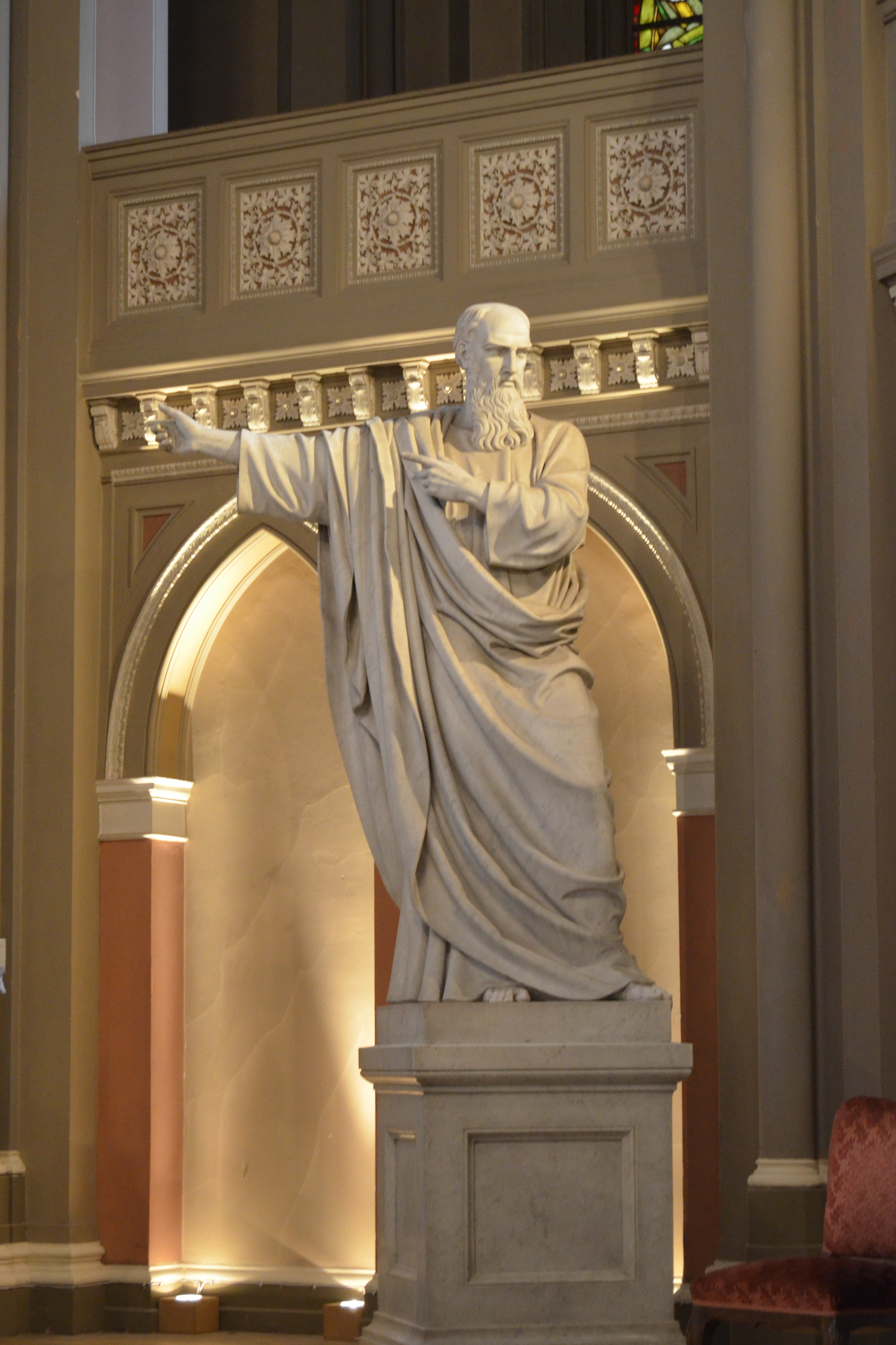
Altaarbeeld van Mattheüs
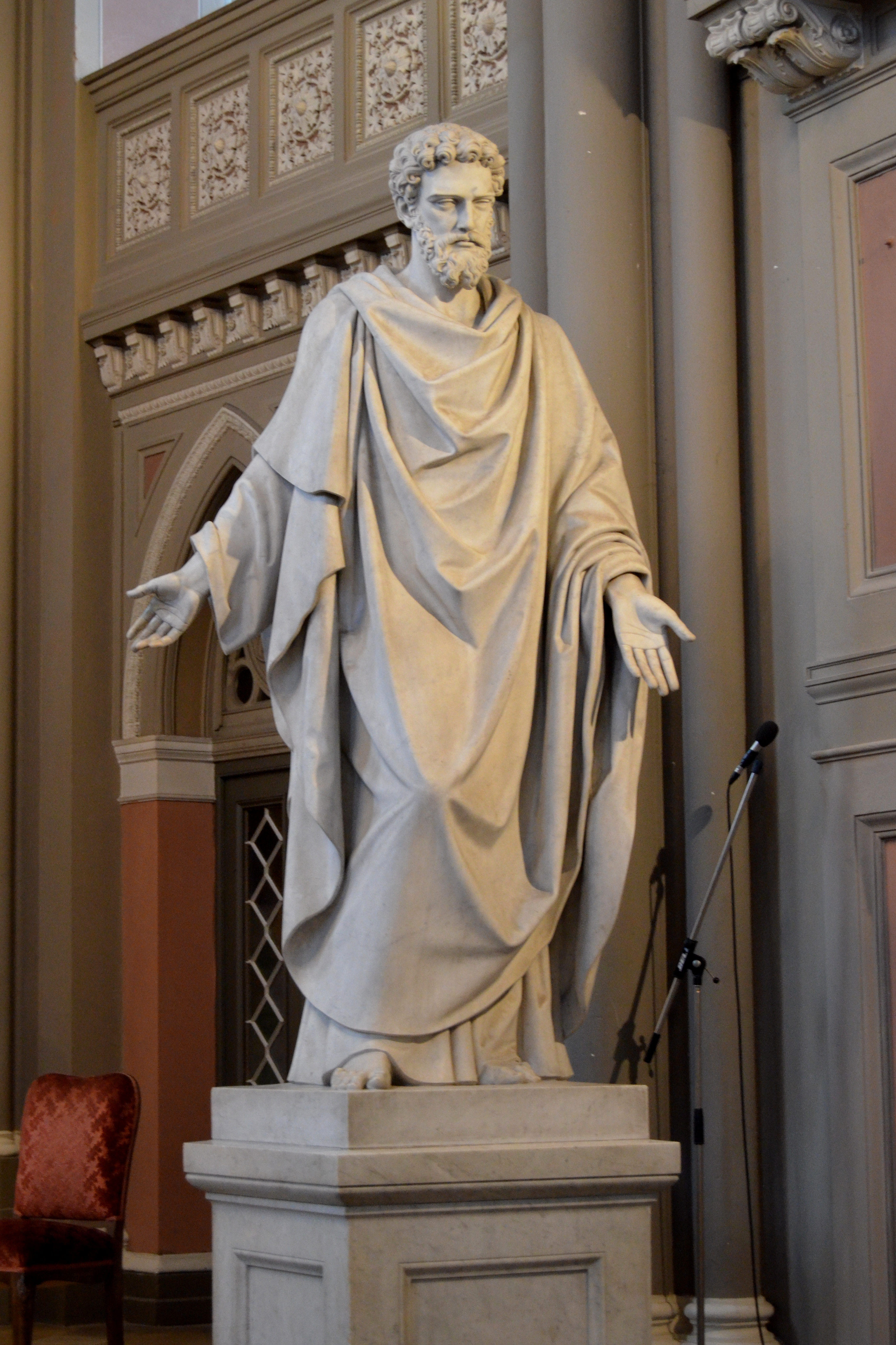
Altaarbeeld van Lucas

## Klokken
De Marktkerk bezit vijf bronzen klokken. Vier daarvan werden in 1962 door de Gebr. Rincker uit Sinn gegoten. Ze dragen de symbolen van de vier evangelisten en een woord uit het betreffende evangelie. De vijfde klok, die wegens een inzamelingsactie van kinderen tegenwoordig de Kinderenklok wordt genoemd, is nog oorspronkelijk en werd gegoten in 1862.
| Nr. | Naam         | Gietjaar | Gieter                    | Ø (cm) | Gewicht (kg) | Slagtoon | Inschrift/Symbool |
| --- | ------------ | -------- | ------------------------- | ------ | ------------ | -------- | ----------------- |
| 1   | Mattheus     | 1962     | Gebr. Rincker, Sinn       |        |              | h0       | Mens              |
| 2   | Marcus       | 1962     | Gebr. Rincker, Sinn       |        |              | d1       | Leeuw             |
| 3   | Lucas        | 1962     | Gebr. Rincker, Sinn       |        |              | e1       | Stier             |
| 4   | Johannes     | 1962     | Gebr. Rincker, Sinn       |        |              | fis1     | Adelaar           |
| 5   | Kinderenklok | 1862     | Andreas Hamm, Frankenthal |        |              | a1       |                   |

De Marktkerk bezit ook een carillon. Het carillon bevindt zich op 65 meter hoogte in de hoofdtoren en bestaat uit 49 bronzen klokken. Gezamenlijk wegen de klokken 11.000 kilo. De inwijding van het carillon vond plaats op de reformatiedag, 31 oktober 1986. Aan de totstandkoming van het carillon werd bijgedragen door de protestantse gemeente, de stad Wiesbaden en vele particulieren die rijkelijk doneerden.